# Hyposemansis cryptosema
Hyposemansis cryptosema là một loài bướm đêm trong họ Erebidae.